# Kemar Hyman
Kemar Hyman, född 11 oktober 1989, är en friidrottare från Caymanöarna. Han deltog vid olympiska sommarspelen 2012, olympiska sommarspelen 2016 och olympiska sommarspelen 2020.